# Набережная Дубровинского

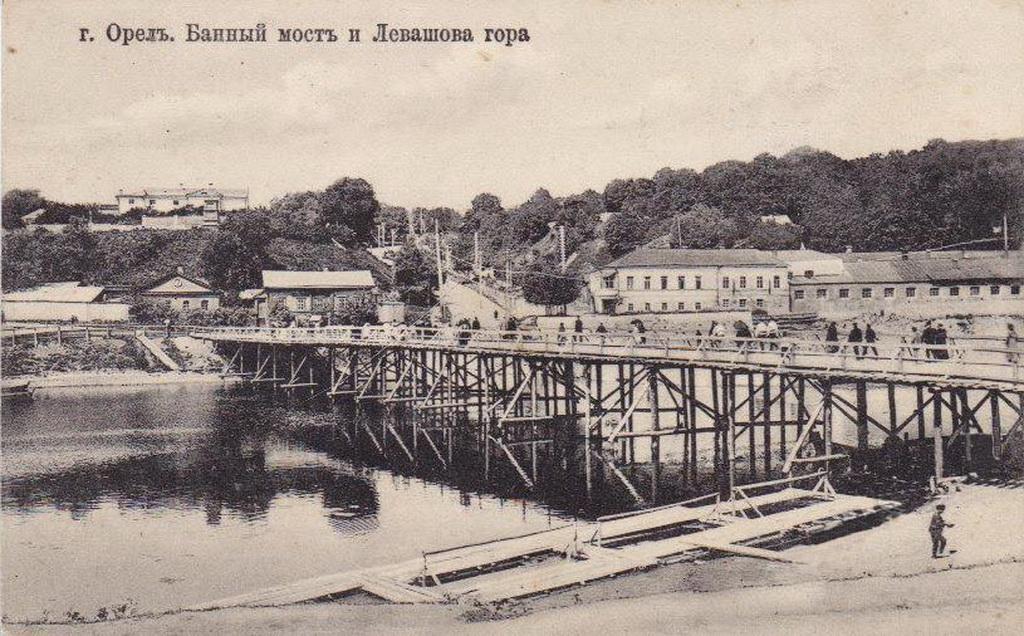
Пешеходный «Банный» мост через Оку со Струговой набережной на Левашову гору (ныне Пролетарская Гора). Фотография начала XX в.

Набережная Дубро́винского (название ошибочно произносится как Дуброви́нского) — улица города Орла находится в Железнодорожном районе, расположена вдоль набережной правого берега реки Оки. 
Названа в честь уроженца Орловской области профессионального революционера и партийного деятеля РСДРП Иосифа Фёдоровича Дубровинского.
Начинается у моста Дружбы Народов и заканчивается за Октябрьским мостом (в народе называют «Герценский мост» по названию одноимённой улицы в створе с мостом). Пересекается с улицами: Русанова, Речным переулком, Новосильской, Покровской, Советской, Степана Разина, Революции, Герцена. Также улицу пересекает Красный мост и Октябрьский.
Часть нынешней улицы в районе Красного моста в XIX веке носила название Мостовая набережная, а ниже по течению реки (от бывшего Банного моста и не доходя современного Октябрьского (Герценского) моста Струговая набережная, по именованию находящейся здесь Струговой пристани (напротив спасательной лодочной станции), а ещё ниже после Октябрьского моста (ныне территория завода «Орёлтекмаш») — Сергиевской набережной, по находившемуся здесь с 1786 года Сергиевскому кладбищу. Затем все части объединили в одну улицу Правый берег реки Оки. В 1954 году улицу переименовали в Дубровинского, а 13 февраля 1968 года — в улицу Набережная Дубровинского. 
На улице и рядом с ней находятся:
- Общеобразовательная школа № 27 им. Н. С. Лескова (с углубленным изучением английского языка), дом № 40
- ЗАО «Радуга» (швейное предприятие), дом № 60
- ОрёлТрансАгентство (муниципальное предприятие), кассы Трансаэро, дом № 62
- Сквер имени академика Фомина
- ОрёлСоцБанк, дом № 70
- Медицинский центр «МедLine», дом № 96

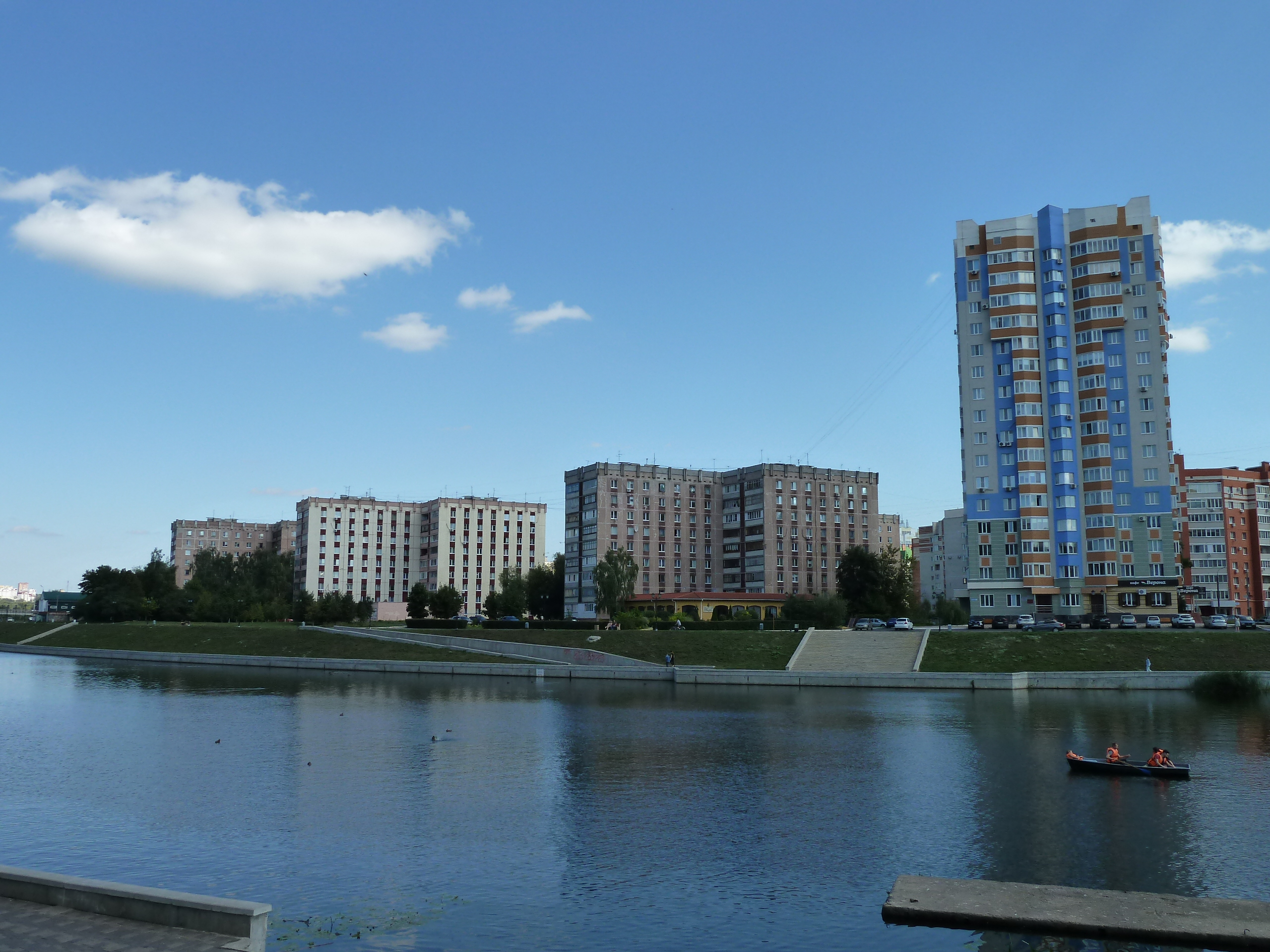
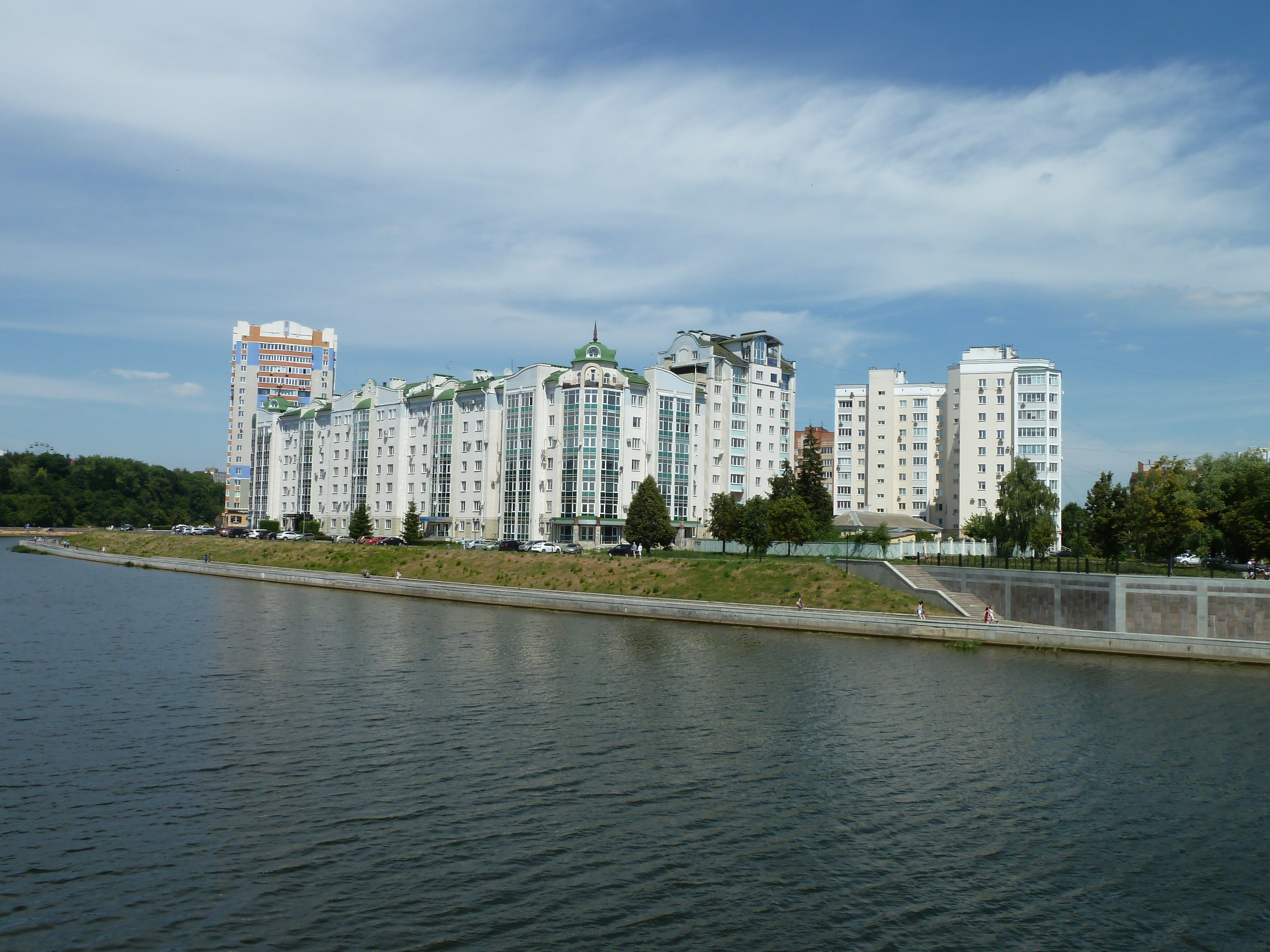
бывшая Струговая набережная
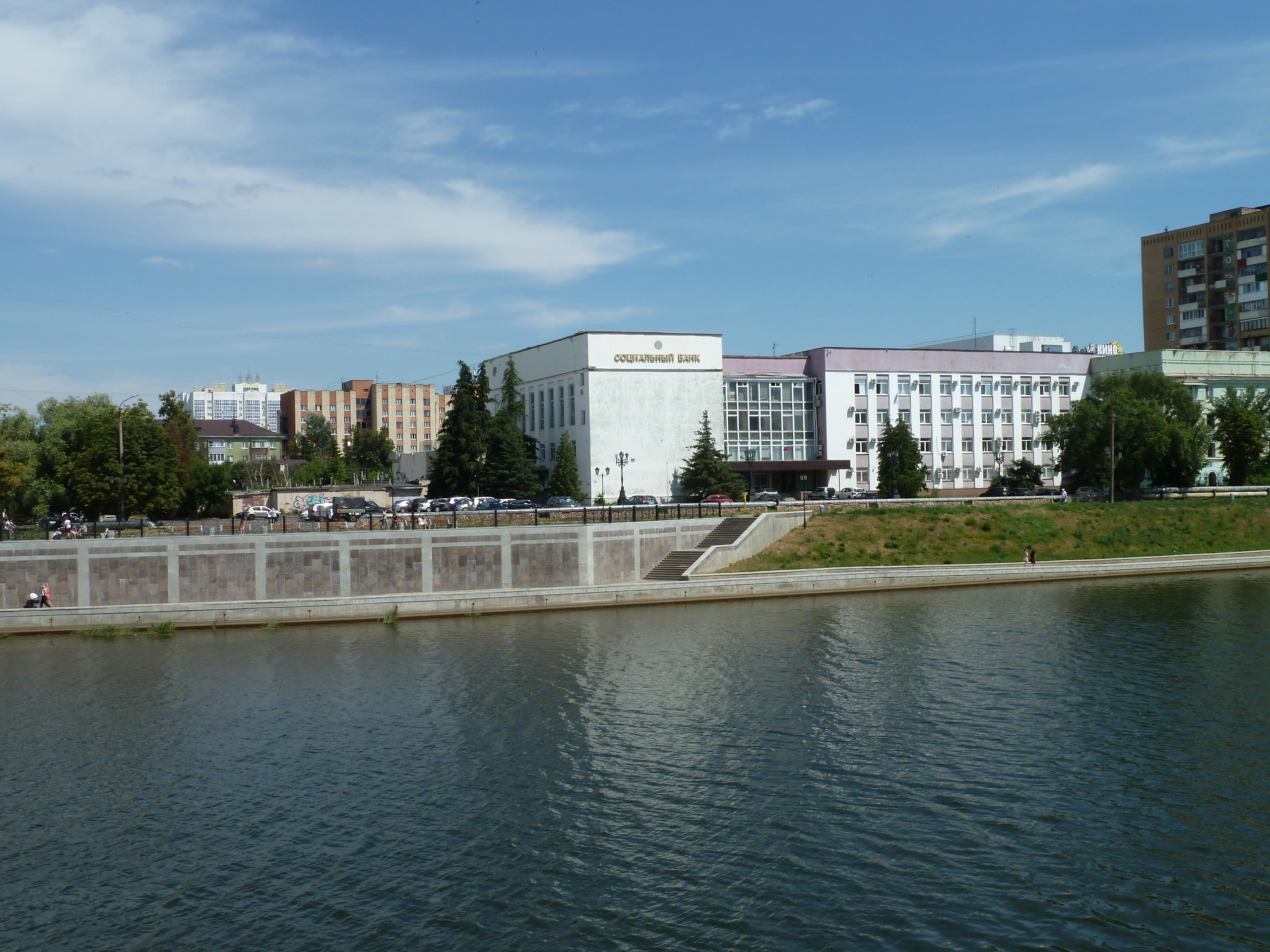
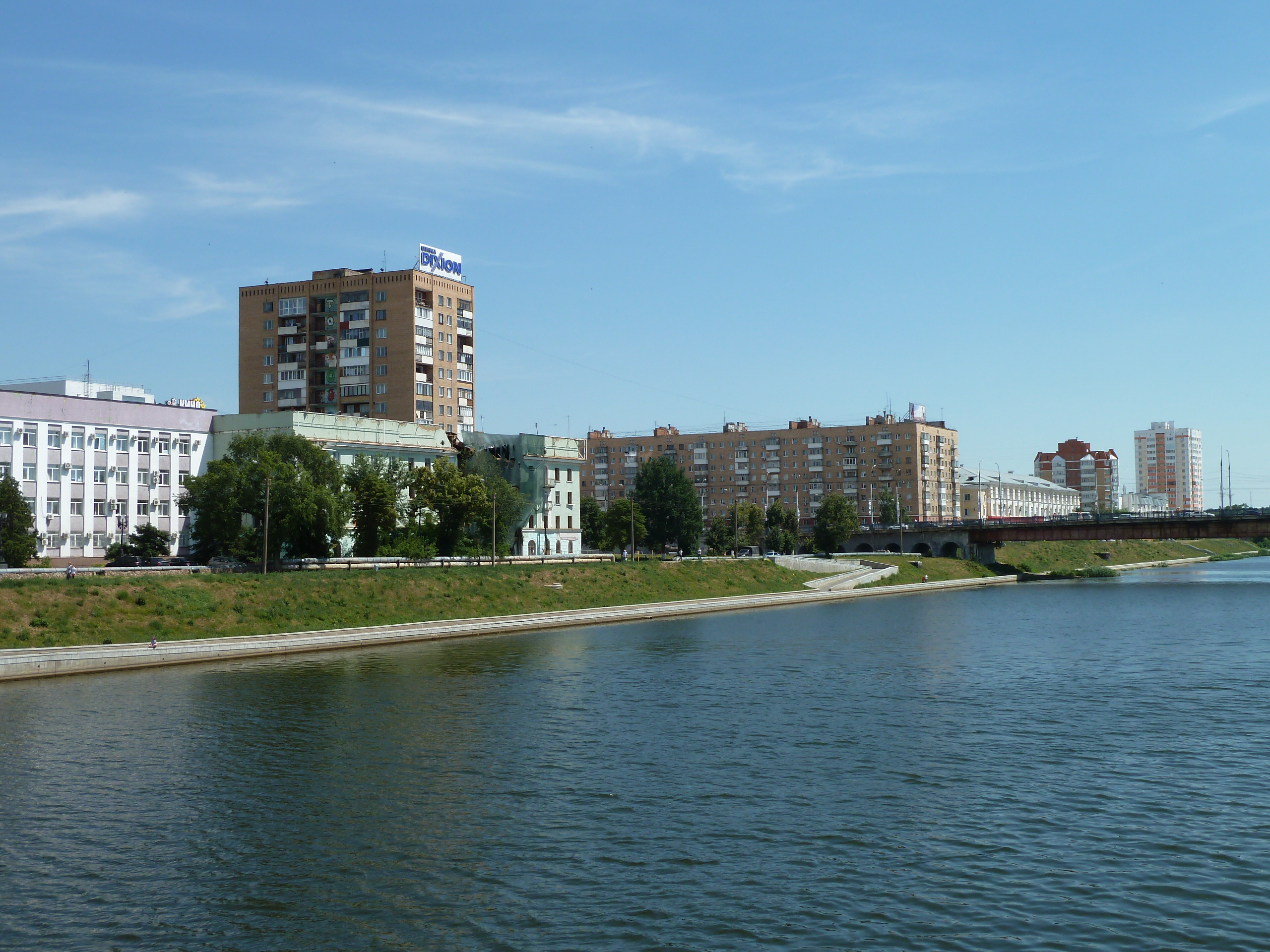
бывшая Мостовая набережная